# پادشاهان و ملکه‌ها (ترانه)
 «پادشاهان و ملکه‌ها» ترانه‌ای از خواننده آمریکایی آوا مکس است که به عنوان اصلی‌ترین ترانه اولین آلبوم استودیویی خود در ۱۲ مارس ۲۰۲۰ از طریق آتلانتیک رکوردز منتشر شد. این دومین ترانه بعد از «شیرین ولی دیوانه» است که در سال ۲۰۱۸ از این آلبوم منتشر شد.